# بی‌سرنخ (فیلم)
بی‌سرنخ (به انگلیسی: Clueless) یک فیلم سینمایی آمریکایی در سبک داستان بلوغ و فیلم کمدی به کارگردانی ایمی هکرلینگ با بازی آلیسیا سیلورستون و بریتانی مورفی محصول سال ۱۹۹۵ میلادی است.
داستان این فیلم در مورد «شِر» که یک دختر دبیرستانی مشهور است که با ماجراهای خاص دوره نوجوانی دست و پنجه نرم می‌کند…

## داستان
شِر هاروویتز یک دختر زیبا و ثروتمند است که به همراه پدرش مل هاروویتز در بورلی هیلز زندگی می‌کند. جاش (پسر همسر سابق مل) که در کالج تحصیل می‌کند برای یک تعطیلات کوتاه به خانه هاروویتزها می‌آید. بعد از اینکه شر و دوستانش از درس «مباحثه» نمره پایینی می‌گیرند شر تلاش می‌کند با خوشحال کردن معلم سختگیر این درس «آقای هال» او را راضی کند تا استانداردهای خود را کمی پایین بیاورد. به همین دلیل مقدمات آشنایی «آقای هال» و یکی دیگر از معلمان «خانم گایست» را فراهم می‌کند. موفقیت در این کار شر را تشویق می‌کند که کارهای خوب بیشتری انجام دهد.
با ورود دانش‌آموز تازه‌ای به نام «تای» شر تصمیم می‌گیرد او که به شدت ترسیده و سردرگم است به جمع دوستان خود دعوت کند. شر متوجه علاقه بین تای و یک پسر تنبل و کمی خنگ به نام تراویس می‌شود. با این حال تلاش می‌کند تای را از تراویس دور کرده و به پسر ثروتمند و جذابی به نام التون علاقه‌مند کند. درحالی که به نظر می‌رسد شر در اینکار موفق بوده‌است، در نهایت شر متوجه می‌شود که التون علاقه‌ای به تای ندارد و در واقع به شر علاقه‌مند است…

## بازیگران
| بازیگر           | نقش      |                              |
| ---------------- | -------- | ---------------------------- |
| آلیسیا سیلورستون | شر       |                              |
| پل راد           | جاش      |                              |
| بریتانی مورفی    | تای      | دانش آموز تازه‌وارد، دوست شر  |
| استیسی داش       | دیان     | دوست صمیمی شر                |
| برکین مایر       | تراویس   | عاشق تای                     |
| دونالد فایسون    | موری     | دوست‌پسر دیان                 |
| جاستین واکر      | کریسشن   | دانش آموز تازه‌وارد، محبوب شر |
| جرمی سیستو       | التون    | عاشق شر                      |
| دن هدایا         | مل       | پدر شر                       |
| والاس شاون       | آقای هال | معلم درس مباحثه              |